# Club Voleibol AVAP
El Club Voleibol AVAP és un club de voleibol català de la ciutat de Girona.
L'Agrupació Vista Alegre Parròquia (AVAP) és una agrupació recreativo-esportivo-cultural creada l'any 1973, vinculada a la Parròquia de Santa Maria de Vista Alegre, a la ciutat de Girona. El Club Voleibol AVAP va prendre el relleu de l'Agrupació tot mantenint de forma ininterrompuda al llarg de 50 anys l'activitat esportiva de voleibol fins a l'actualitat.

## Història
Aquesta entitat era la principal entitat cívica del barri de Vista Alegre de Girona durant bona part dels anys setanta, es tracta d'una associació vinculada a la parròquia local, constituïda el 1973, que presentava “un caire obert” i es dedicava a promoure activitats culturals, esportives i recreatives, i sobretot a “estrènyer els vincles d’amistat entre els veïns”
Als seus primers anys de vida, aquesta associació va tenir una vida intensa i variada: concursos de fotografia, sessions de cinema, esports (botxes, futbol, excursionisme, voleibol, escacs, ping-pong), arrosades de germanor, casals, i formació de grups intantils i jovenils. Va editar circulars informatives que l'abril de 1977 es van convertir en la revista local Onyar. El 1979 va recuperar la celebració de la Festa Major del barri de Vista Alegre.
El butlletí que s'enviava als associats va ser la llavor de la revista local Onyar.
L'any 2011 El Gran Joc de Girona va incloure l'AVAP entre les 50 preguntes per posar a prova el coneixement local de la ciutat de Girona.

## Instal·lacions
La seu del club és al barri de Vista Alegre de Girona, mentre que els partits com a locals es disputen al Pavelló de l'Escola Montfalgars de Girona, des de principis de la dècada de 2013. Els partits de voleibol platja es fan a la instal·lacions municipals de la Devesa de Girona, en un camp de sorra.